# Kelapa Gading Barat
Kelapa Gading Barat is een kelurahan van het onderdistrict Kelapa Gading in het noorden van Jakarta, Indonesië.